# Rott (Chiemsee)
Die Rott, im östlichen Unterlauf Alte Rott, im westlichen Unterlauf Neue Rott ist ein Fließgewässer im bayerischen Landkreis Traunstein. Das Gewässer entsteht bei Rottau, besitzt aber mit dem Grießenbach einen wesentlich längeren Zufluss, der auf ca. 1000 m Höhe entsteht.
Die Neue Rott ist ein weiterer künstlich angelegter Abfluss, der auf historischen Karten noch nicht ersichtlich ist.
Zwischen 1303 und 1318 wird das Gewässer erstmals urkundlich genannt. Der Name bedeutet „die Rote“.